# Église Saint-Pierre-et-Saint-Paul de Saffré
L'église Saint-Pierre-et-Saint-Paul est un lieu de culte catholique de la commune de Saffré, dans le département français de la Loire-Atlantique.

## Présentation
Église paroissiale, elle est vouée aux apôtres Pierre et Paul. Son cadran solaire en ardoise gravée daté de 1736 est classé monument historique au titre d'objet le 5 septembre 1984.

### Histoire
L'église est construite entre 1857 et 1874 par l'entreprise Blandin, grâce aux deniers du conseil de fabrique et aux dons des paroissiens, d'après les plans des architectes Faucheur et Boismen. La première pierre est bénite le 28 avril 1857 par le révérend père Lavigne. Elle est consacrée le 29 septembre 1880 par Jules-François Le Coq, évêque de Nantes.

## Galerie

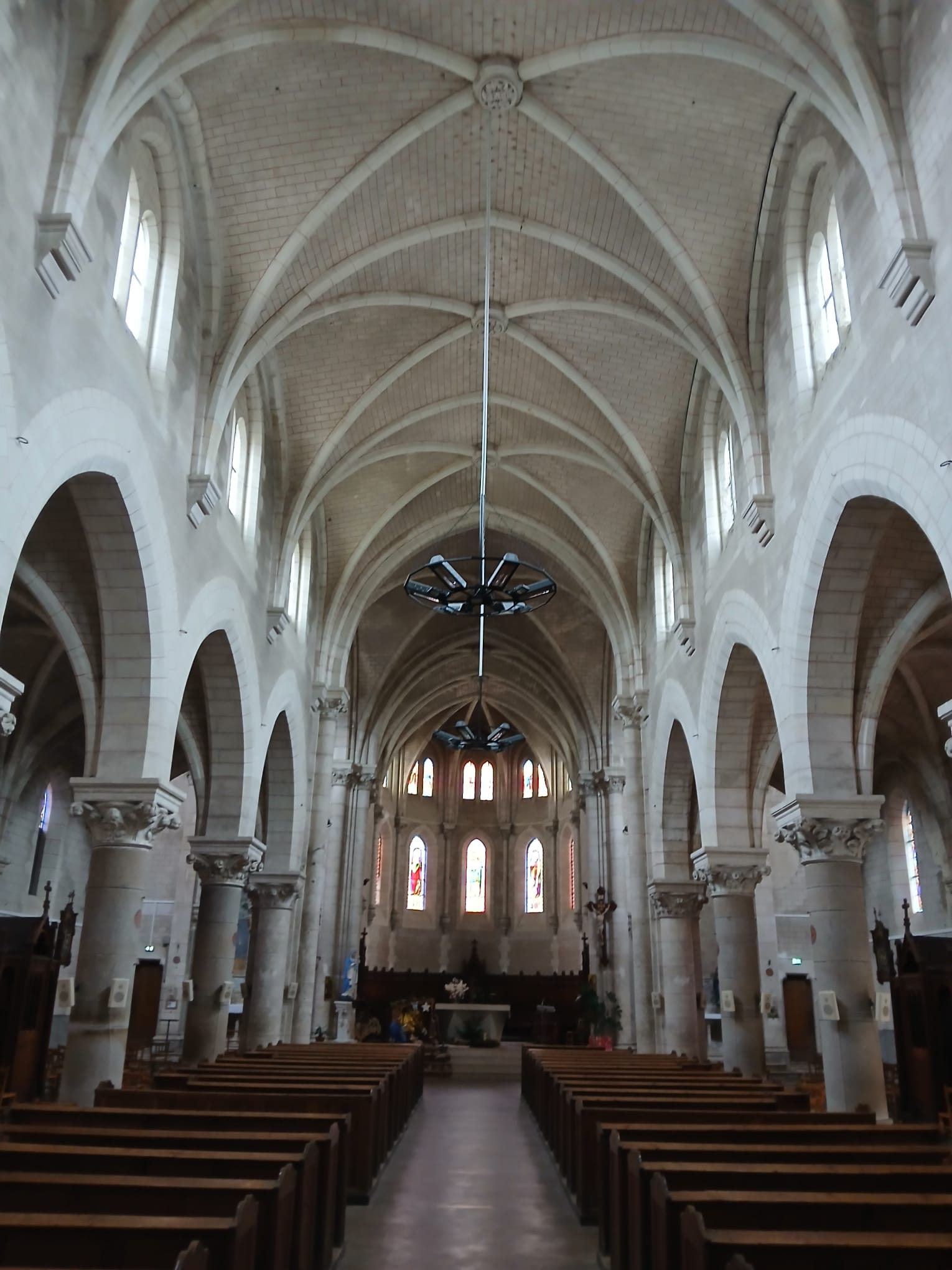
La nef.
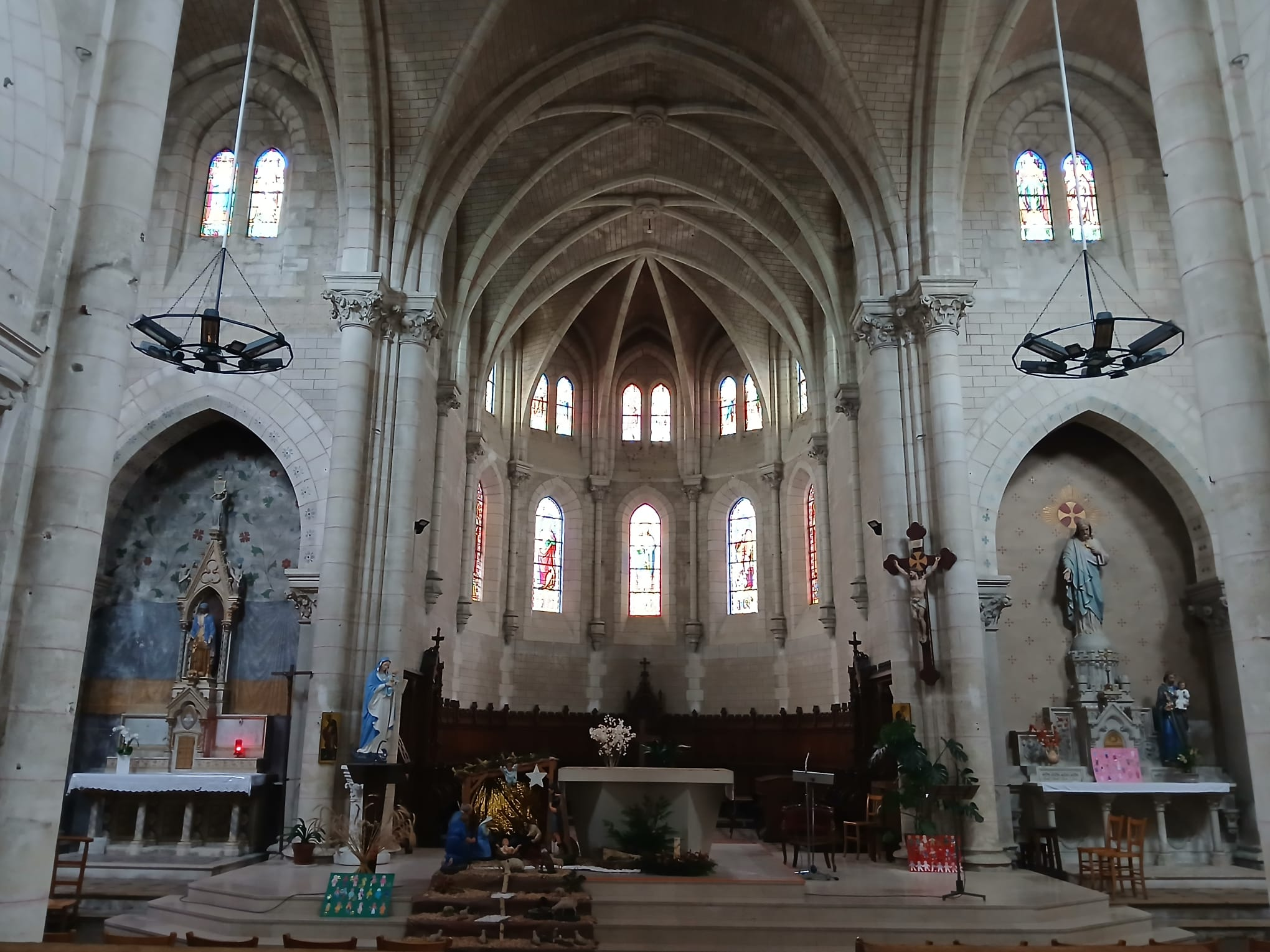
Le chœur.
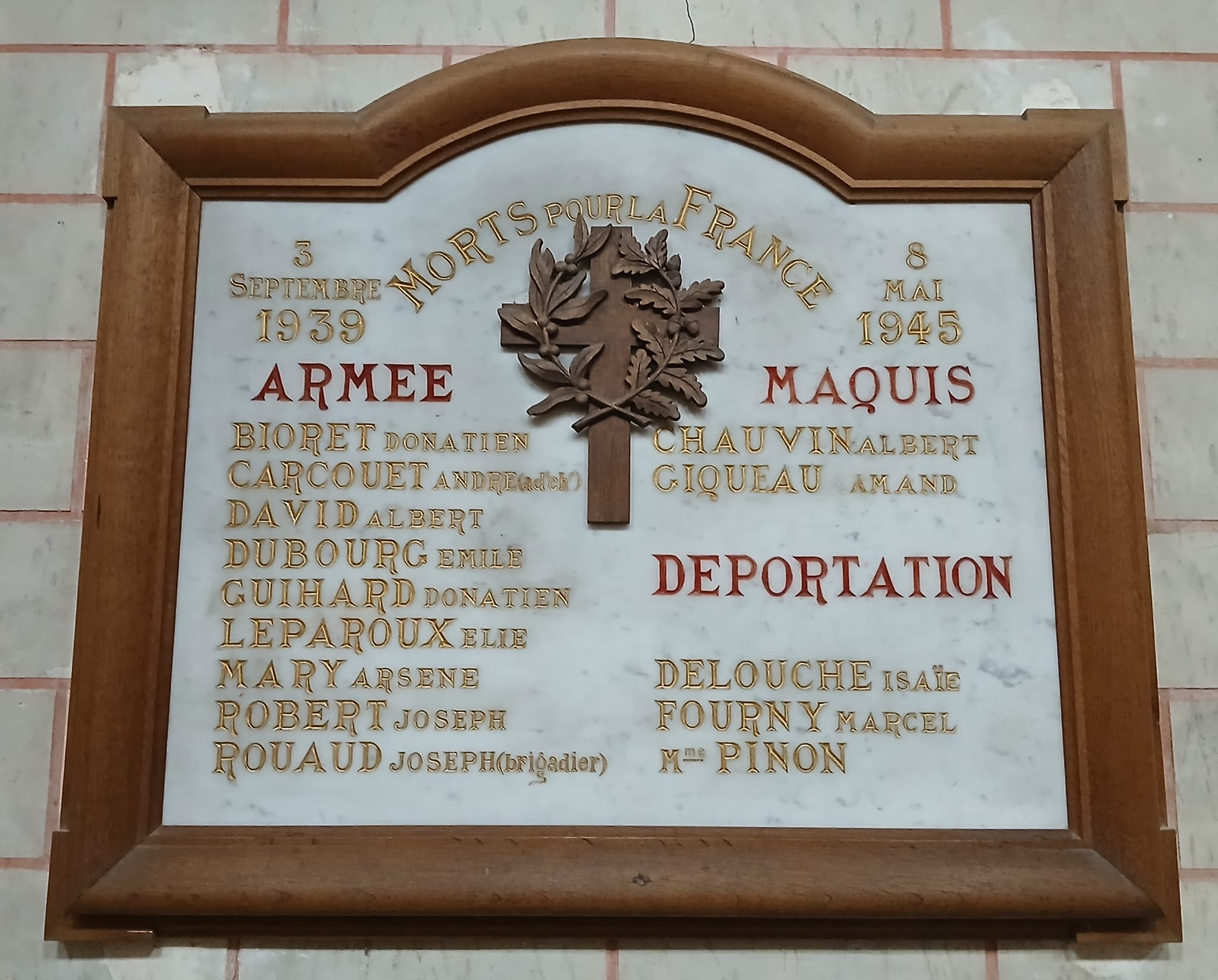
Monument aux morts de la Seconde Guerre mondiale (figurent des noms de défunts du maquis de Saffré).